# Giacinto Auriti (diplomatico)
Giacinto Auriti (Roma, 24 giugno 1883 – Roma, 21 dicembre 1969) è stato un diplomatico, ambasciatore e iamatologo italiano.

## Biografia
Nato a Roma ma di origini abruzzesi, conseguì la laurea in giurisprudenza e intraprese la carriera diplomatica nel 1907. Dapprima svolse ruoli di secondo piano a Berna, Madrid e Bucarest, fin quando nel 1926 venne assegnato in qualità di Inviato Straordinario e successivamente Ministro Plenipotenziario alle Legazione italiana a Vienna tra il 1926 e il 1933, anno in cui fu nominato Ambasciatore d'Italia in Giappone. Fu questo un ruolo che ricoprì con impegno e notevole successo tra il gennaio del 1933 (anno in cui venne fondato l'IsMEO di Giuseppe Tucci, istituzione alla quale Auriti contribuì proattivamente nel settore dell'insegnamento e della divulgazione degli studi yamatologici) e il gennaio del 1940, anno in cui rientrò in Italia su richiesta del governo nazista e fu messo a riposo. Al ritorno in patria, divenne presidente e membro della redazione della rivista Yamato. Mensile italo-giapponese della Società Amici del Giappone (edita tra il 1941 e il 1943) e si dedicò all'insegnamento della Lingua e letteratura giapponese presso la Scuola Orientale della Facoltà di Lettere all'Università di Roma; in seguito, negli anni accademici 1941-42 e 1952-53 insegnò Storia della cultura giapponese presso la stessa istituzione. Sempre nel 1941 fu insignito del titolo di membro onorario della Fondazione Chūo Gishikai, una associazione privata fondata nel 1909 a Fukuoka (nell'isola di Kyūshū) e successivamente trasferitasi a Tōkyō, costituita da un nutrito gruppo di Giapponesi appassionati della storia del Chūshingura. Nel 1948 venne designato Consigliere dell'IsMEO e fu membro del Consiglio direttivo fino al giorno della sua morte. Auriti fu anche Presidente del Centro Culturale Italo-Giapponese sempre presso l'IsMEO. Nel 1949 fu invitato a prestare i suoi servigi al Gran Magistero del Sovrano Ordine Militare di Malta in qualità di Sovrintendente della Sezione per gli Affari Esteri fino al 1957 quando fu eletto Presidente del Comitato per gli Affari Internazionali del Gran Magistero e, nel 1958, fu innalzato al rango di Grand Bailli del Giuspatronato. In memoria della lunga esperienza diplomatica in Giappone, durata ben sette anni, nel 1954 Auriti pubblicò (per i tipi di Vallecchi) il saggio Compendio di storia della cultura giapponese dall'età arcaica alla restaurazione dei Meigi (1868), il primo del suo genere in Italia. Nel 1961 iniziò il periodo di direzione della rivista Il Giappone, pubblicata dal Centro Culturale Italo-Giapponese.
Appassionato conoscitore dell'arte occidentale ed estremo-orientale, fu tra i maggiori collezionisti di manufatti bronzei risalenti al Rinascimento europeo (raccolta donata nel 1964 al governo italiano, conservata al Museo di Palazzo Venezia di Roma) e fu il più importante collezionista europeo di vasi in bronzo provenienti da Cina, Corea e Giappone. Nel 1960 Auriti donò quest'ultima raccolta, composta da almeno 90 pezzi rarissimi, all'Istituto italiano per il Medio ed Estremo Oriente (IsMEO) che la espose presso il Museo nazionale d'arte orientale di Palazzo Brancaccio a Roma, in una sala che portava proprio il nome dell'Ambasciatore. Dal 2016 la collezione è conservata presso il Museo delle Civiltà dell'EUR, in attesa di ricollocazione. La sua corposa biblioteca orientalistica privata, concessa in donazione alla biblioteca dell'IsMEO all'inizio degli anni '60 e successivamente catalogata dal prof. Adolfo Tamburello, andò a costituire il fondo Auriti della ex-biblioteca dell'IsMEO, oggi consultabile presso la Biblioteca Nazionale Centrale di Roma nella "Biblioteca IsIAO" - Sala delle collezioni africane e orientali.

## Opere
- Compendio di storia della cultura giapponese dall'età arcaica alla restaurazione dei Meigi (1868), Firenze, Vallecchi Editore, 1954.
- Il patto di Berlino e la politica interna del Giappone, Roma : Soc. Anonima La Nuova Antologia, [1940?] (Già pubbl. in: La Nuova Antologia, 1940).
- Giappone mistico e guerriero, in Nuova Antologia, 16 dicembre 1941, pp. 329–338.
- Lezioni di storia della cultura giapponese : dall'età arcaica fino alla restaurazione dei Meigi (1868), Roma : R. Università degli Studi, [s.d.]
- Giappone e l'occidente, Estratto da: Nuova Antologia, anno 77, fasc. 1679 (1 marzo 1942).
- Onna daigacu (女大学) La scuola superiore delle donne, in IL GIAPPONE, Centro di Cultura Italo-Giapponese, Roma 1959, pp. 23–27
- I precedenti della moderna economia, in IL GIAPPONE, Centro di Cultura Italo-Giapponese, Roma 1959, pp. 129–135
- Origini della borghesia nipponica nel periodo Tocugawa, in ASIATICA n. 3, Anno IX, maggio-giugno 1943
- L'autoritarismo dei "Legali" e la fondazione dell'Impero Cinese, in ASIATICA n. 1, Anno IX, gennaio-febbraio 1943